# La Pica sul Pacifico
La Pica sul Pacifico è un film del 1959 diretto da Roberto Bianchi Montero. 
La pellicola è una commedia, parodia del film La diga sul Pacifico, uscito due anni prima.